# 埃貝爾湖

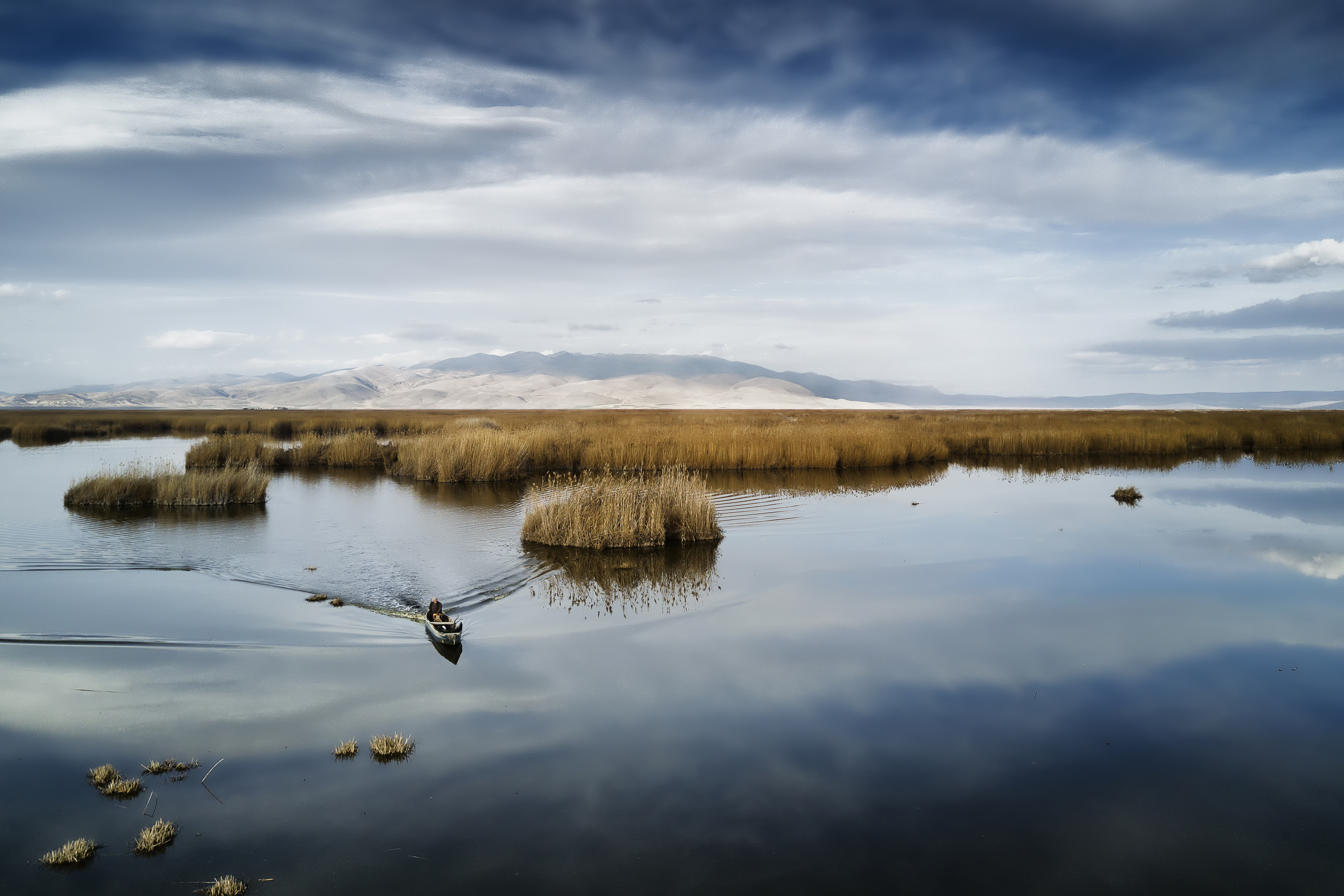

埃貝爾湖（土耳其語：Eber Gölü）是土耳其的湖泊，位於該國西部，由阿菲永卡拉希薩爾省負責管轄，面積125平方公里，是該國第十二大湖泊，最高點海拔高度967米，最大水深21米。

## 外部連結
- https://web.archive.org/web/20101121070845/http://www.guleta.com/turkey/lake/lake_eber.php

38°38′N 31°09′E / 38.633°N 31.150°E